# دانيال لي كوروين
دانيال لي كوروين (بالإنجليزية: Daniel Lee Corwin) هو قاتل متسلسل أمريكي، ولد في 13 سبتمبر 1958 في مقاطعة أورانج في الولايات المتحدة، وتوفي في 7 ديسمبر 1998 في هانتسفيل في الولايات المتحدة.